# Anna Cogen (Epouse Jacobs)
Anna Maria Cogen (Sint-Jans-Molenbeek, 18 januari 1891 – Elsene, 20 april 1962), bijgenaamd La Bella Anna of Zotte Anna, was een Belgische zakenvrouw.
Cogen was de bedrijfsleider van haarsnijderij Epouse P. Jacobs - A. Cogen Etablissement in Lokeren. Ze was niet alleen een leidinggevend figuur in de textielindustrie in het Waasland, maar bouwde ook een groot netwerk met internationale ondernemers en kunstenaars uit. Haar succes als bedrijfsleider maakte haar vanaf de jaren 1920 zeer vermogend. Ze engageerde verschillende architecten, zoals Geo Bontinck en Raymond Heyneman, en kunstenaars als de schilders Robert Quintyn en Philippe Swyncop, en de beeldhouwer Geo Verbanck om haar fabriek en privéhuizen vorm te geven.

## Biografie

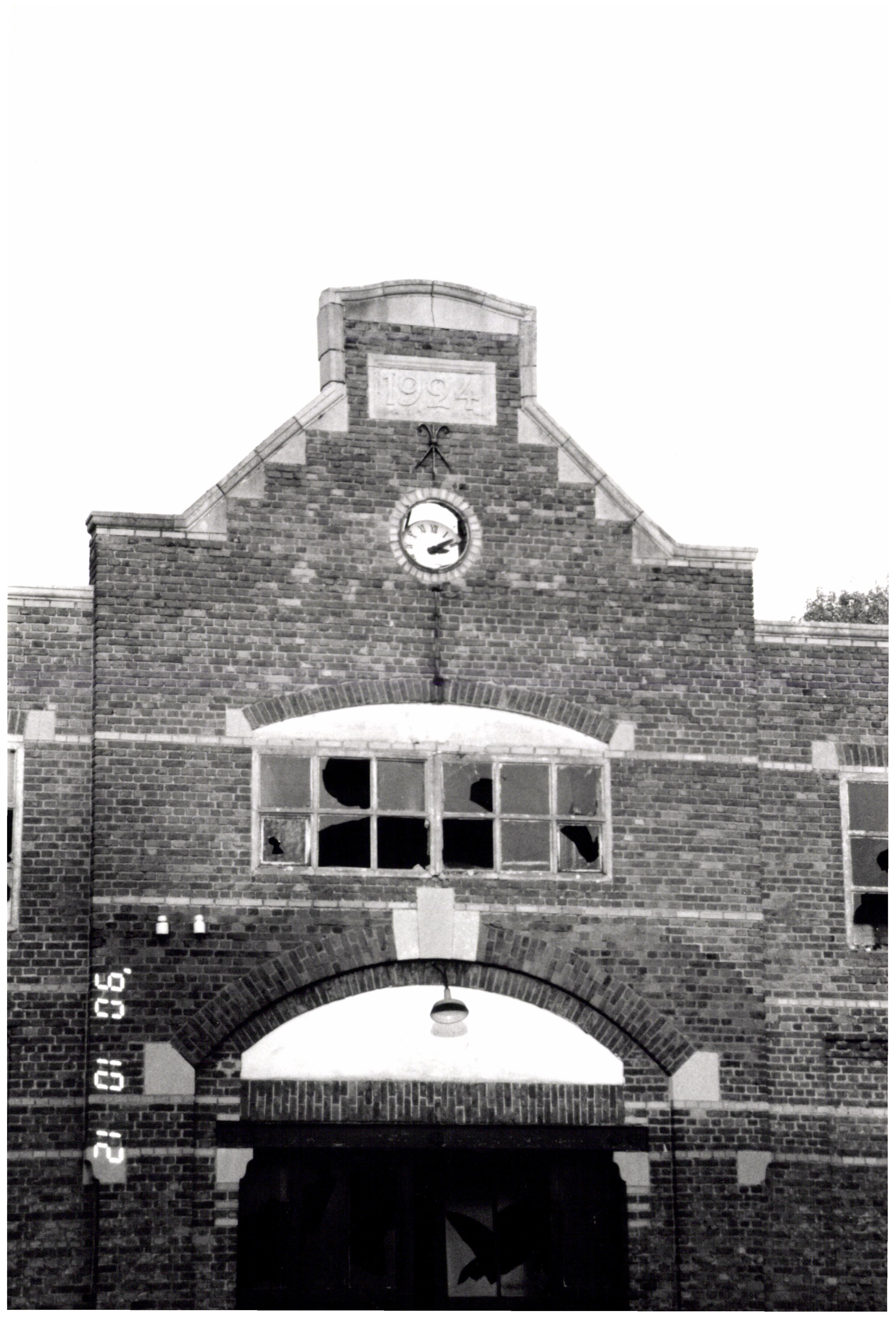
Haarsnijderij Epouse Jacobs A. Cogen

Cogen erfde een kleine haarsnijderij aan de Kouter in Lokeren van haar ouders. De industrie van de haarsnijderij in Lokeren verwerkte de vellen van konijnen en hazen tot textiel om er later hoeden van te maken. Met haar echtgenoot Paul Jacobs (1887-1958), die ze op 11 mei 1908 huwde en op 30 maart 1926 van scheidde, bouwde ze deze verder uit tot de bekende haarsnijderij Epouse P. Jacobs - A. Cogen Etablissement. Deze groeide in de Heirbrugstraat in Lokeren vanaf 1925 uit tot een fabriek met 200 werknemers. De fabriek was een ontwerp van architect Hubert De Maen (1891-1942) en een mengvorm van neobarok, art nouveau, nieuwe zakelijkheid en art deco.
In de jaren 1930 en 1940 leidde Anna Cogen de op een na grootste fabriek op Lokers grondgebied onder de naam Anciens Etablissements Epouse Jacobs (A. Cogen) met 350 werknemers.

### Villa Ter Beuken in Lokeren
Anna Cogen woonde met haar echtgenoot Paul Jacobs tot de scheiding in 1926 in de directeurswoning van de haarsnijderij aan de Heirbrugstraat in Lokeren. In 1928 kocht ze Villa Ter Beuken in de stationsbuurt van Lokeren van de Lokerse textielfamilie Cock. Deze villa, in 1914 ontworpen door architect Prosper Alfred Buyck, was de thuis van Anna Cogen tot haar dood in 1962. Ze woonde er samen met haar tweede echtgenoot Joseph Van Doorselaere (1891-1973) en haar drie kinderen.